# قطعنامه ۶۱ شورای امنیت
قطعنامه ۶۱ شورای امنیت سازمان ملل متحد که در تاریخ ۰۴ نوامبر ۱۹۴۸ تصویب شد، سندی بین‌المللی دربارهٔ مسئلهٔ فلسطین است. این قطعنامه طی نشست ۳۷۷ام با ۹ موافق، ۱ مخالف و ۱ ممتنع تصویب شد.